# Karl Tizian

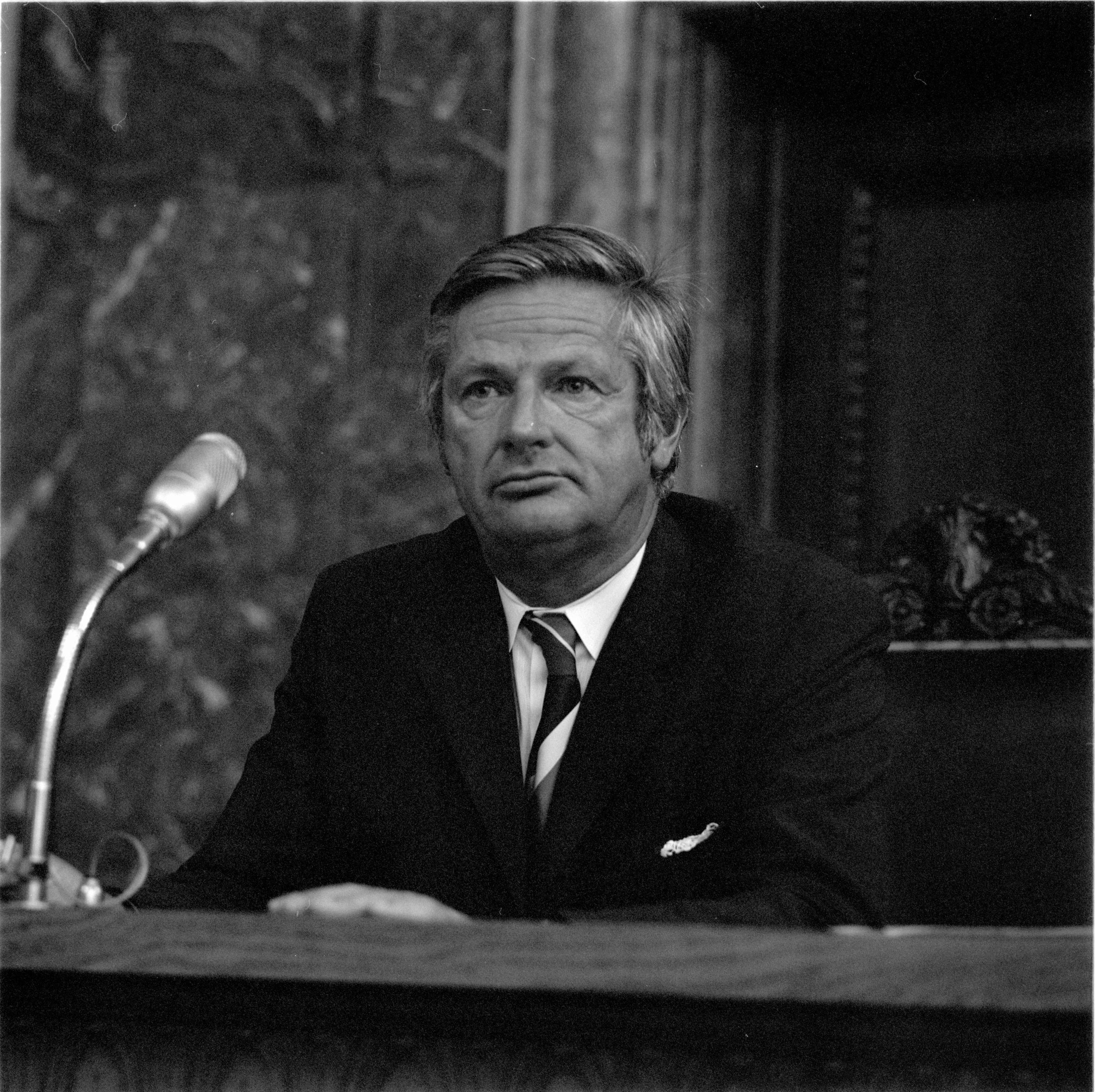
Karl Tizian (1974)

Karl Albert Maria Tizian (* 12. April 1915 in Bregenz; † 9. Februar 1985 in Lech am Arlberg) war ein österreichischer Politiker der ÖVP aus dem Bundesland Vorarlberg. Von 1950 bis 1970 war Tizian gewählter Bürgermeister der Landeshauptstadt Bregenz und zudem von 1964 bis 1974 Präsident des Vorarlberger Landtags.

## Leben und Wirken
Karl Tizian wurde am 12. April 1915 in Bregenz als Sohn des Gymnasialprofessors Karl Tizian und dessen Frau Ida Anna geboren. Sein Vater starb schon vor seiner Geburt am 3. November 1914 als Soldat im Weltkrieg, weshalb Karl Tizian von seiner verwitweten Mutter großgezogen wurde. Er besuchte die Volksschule in Bregenz und anschließend das Privatgymnasium Collegium Bernardi im Kloster Mehrerau, wo er im Jahr 1934 maturierte. Im Anschluss daran studierte er an der Universität Innsbruck und am Österreichischen Kulturinstitut in Rom die Studienfächer Geschichte, Kunstgeschichte und Archäologie. Karl Tizian war Mitglied der katholischen Studentenverbindungen Augia Brigantia im MKV und AV Austria Innsbruck im ÖCV. Bereits 1938 promovierte Tizian an der Universität Innsbruck zum Doctor philosophiæ (Dr. phil.). Ab 1957 übernahm Karl Tizian die Geschäftsführung des familieneigenen Tabakhauptverlags, in dem er bereits seit 1949 gearbeitet hatte.

## Politischer Werdegang
Nach einem Kriegseinsatz im Zweiten Weltkrieg engagierte sich Karl Tizian ab dem Ende der 1940er-Jahre politisch für die Österreichische Volkspartei als Kammerrat in der Wirtschaftskammer Österreich und Stadtvertreter in Bregenz. Im Jahr 1950 wurde Karl Tizian erstmals zum Bregenzer Bürgermeister gewählt und übte dieses Amt in der Folge 20 Jahre lang aus. Zudem wurde er im Jahr 1964 zum Präsidenten des Vorarlberger Landtags bestimmt, was er bis zum Jahr 1974 blieb. Während seiner Amtszeit wurden insbesondere die Landtagskanzlei und die parlamentarischen Dienste des Landtags verstärkt und ausgebaut. 1974 folgte Tizian sein Parteikollege Martin Purtscher, der spätere Landeshauptmann, als Landtagspräsident nach.
Für sein politisches Wirken wurde Tizian sowohl 1964 mit dem Goldenen Ehrenzeichen des Landes Vorarlberg als auch 1968 mit dem Großen Goldenen Ehrenzeichen mit dem Stern für Verdienste um die Republik Österreich ausgezeichnet. 1970 erhielt er den Anton-Bruckner-Ring. Zudem wurde nach seinem Tod ein Platz in seiner Heimatstadt Bregenz auf den Namen Karl-Tizian-Platz umgetauft.